# Xã Long Island, Quận Phillips, Kansas
Xã Long Island (tiếng Anh: Long Island Township) là một xã thuộc quận Phillips, tiểu bang Kansas, Hoa Kỳ. Năm 2010, dân số của xã này là 226 người.